# Termini Imerese vasútállomás
Termini Imerese vasútállomás egy vasútállomás Olaszországban, Szicília régióban, Palermo megyében, Termini Imerese településen. Forgalma alapján az olasz vasútállomás-kategóriák közül az ezüst kategóriába tartozik.

## Vasútvonalak
Az állomást az alábbi vasútvonalak érintik:
- Palermo–Messina-vasútvonal